# L'Anomalie
L'Anomalie (Nederlands: Anomalie) is een roman uit 2020 van de Franse schrijver Hervé Le Tellier. Hij won de Prix Goncourt en werd ook een publiekssucces, met een miljoen verkochte exemplaren minder dan een jaar na verschijning. Een televisiereeks is in de maak.

## Stijl
Het boek is een oulipiaans werk, opgebouwd rond drie delen waarvan de titels ontleend zijn aan gedichten van Raymond Queneau. De hoofdstukken zijn geschreven in een variëteit aan stijlen, van hard-boiled thriller in de traditie van Mickey Spillane (de huurmoordenaar) en chicklit (de wiskundige geliefden) tot psychologische roman. Het boek bevat veel toespelingen op literatuur, films en series. Le Tellier beschreef de roman als een scoubidou. Behalve speels erudiet is L'Anomalie ook humoristisch, spannend en filosofisch.

## Personages
- Blake – Franse huurmoordenaar die een dubbelleven leidt.
- Victor Miesel – Een mislukte schrijver die zelfmoord pleegt en postuum succes kent met zijn laatste roman L'Anomalie.
- Lucie Bogaert – Franse filmeditor in een dysfunctionele relatie met de oudere André Vannier.
- David Markle – Amerikaanse piloot die lijdt aan snel evoluerende pancreaskanker.
- Sophia Kleffman – Zevenjarige dochter van een Amerikaanse soldaat die in Afghanistan en Irak diende.
- Joanna Woods – Afro-Amerikaanse advocaat die een groot farmaceutisch bedrijf verdedigt.
- Slimboy – Nigeriaanse homozanger die uit de kast komt.
- Adrian Miller – Amerikaans wiskundige die doceert aan Princeton University.
- Meredith Harper – Britse wiskundige, ook docent aan Princeton University.
- Jamy Pudlowski – Agent van het Federal Bureau of Investigation, belast met psychologische operaties (PsyOp).
- André Vannier – Franse architect in relatie met Lucie Bogaert.

## Inhoud
Het verhaal situeert zich in 2021, wat ten tijde van verschijning de nabije toekomst was. In de eerste hoofdstukken worden verschillende personages geïntroduceerd, met als gemeenschappelijke noemer hun aanwezigheid op vlucht 006 van Air France tussen Parijs en New York. De Boeing 787-8 krijgt te maken met noodweer en landt gehavend maar veilig op 10 maart 2021. Ruim drie maanden later komt op 24 juni 2021 hetzelfde vliegtuig met dezelfde crew en passagiers opnieuw in een noodweer. Het wordt onderschept en afgeleid naar McGuire Air Force Base, waar de 243 inzittenden in quarantaine worden gehouden. Ze blijken dubbelgangers te zijn van de in maart gelande personen, zij het dat ze in tegenstelling tot die laatste groep de tijd van maart tot juni niet hebben doorgemaakt. Voor de rest zijn hun herinneringen identiek. Twee wiskundigen die na 9/11 de protocollen voor luchtvaartincidenten hebben geschreven, worden door de autoriteiten opgetrommeld om het feitelijk absurde Protocol 42 toe te passen op de situatie. Ze stellen een team van wetenschappers samen, die op de proppen komen met een drietal niet geheel onmogelijke verklaringen voor de 243 persoonsontdubbelingen, waarvan de meest plausibele is dat iedereen leeft in een computersimulatie in de trant van Nick Bostrom. De intelligentie achter de simulatie zou dan bewust een anomalie hebben gecreëerd om te testen hoe de geprogrammeerde mensheid collectief reageert wanneer ze haar status te weten komt. Ondertussen brengen de Amerikaanse autoriteiten de gedupliceerde duo's een voor een bij elkaar. Ze gaan elk op een totaal verschillende manier met de lastige situatie om. Wanneer op 21 oktober 2021 opnieuw hetzelfde vliegtuig het Amerikaanse luchtruim komt binnengevlogen, laat de president het neerhalen en desintegreert de wereld.

## Laatste bladzijde
De laatste pagina van de roman is een kalligram. De letters verdwijnen in een zandloper waarin steeds minder woorden leesbaar zijn. Het is een uitnodiging aan lezers om een tekst te herstellen. De eerste woorden zijn gemakkelijk te raden: "et la tasse à café rouge de marque Illy dans la main de Victor Miesel," en de volgende zin zou kunnen zijn: "et le diamant noir sur la bague d'Anne Vasseur." De regels daarna zijn moeilijker. Naar het einde toe is "ulcérations" te onderscheiden, een verwijzing naar een gedicht uit 1974 van Georges Perec, en ten slotte "sable fin" (fijn zand), wat de granulariteit van tijd oproept. 

## Nederlandse vertaling
- Anomalie, vert. Andreas Dijkzeul, 2021. ISBN 9789401615891

## Voetnoten
1. ↑  Franse scifi op Angelsaksische leest, De Standaard, 20 november 2020. Gearchiveerd op 26 maart 2023.